# Thitipoom Techaapaikhun
Thitipoom Techaapaikhun (ฐิติภูมิ เดชะอภัยคุณ), noto anche con lo pseudonimo di New (นิว) (Bangkok, 30 gennaio 1993), è un attore e conduttore televisivo thailandese.

## Biografia
Debutta in televisione nel 2014 tra i nuovi conduttori del programma televisivo Five Live Fresh, cominciando lo stesso anno la carriera di attore sul piccolo schermo; tra i ruoli da lui interpretati vi sono Ray in Room Alone, BM in Ugly Duckling - Luk pet khire, Kao in Kiss: The Series - Rak tong chup e Kiss Me Again - Chup hai dai tha nai nae ching, M in SOTUS: The Series - Phi wak tua rai kap nai pi nueng e SOTUS S: The Series e Apo in Water Boyy: The Series.
Ha frequentato l'Hatyaiwittayalai School e ha proseguito gli studi all'Università Chulalongkorn in facoltà di ingegneria.

## Filmografia

### Televisione
- Rak jing ping ker - serie TV, 1 episodio (2014)
- Room Alone - serie TV (2014-2016)
- Ugly Duckling - Luk pet khire - serie TV, 5 episodi (2015)
- Kiss: The Series - Rak tong chup - serie TV (2016)
- SOTUS: The Series - Phi wak tua rai kap nai pi nueng - serie TV, 15 episodi (2016)
- U-Prince Series - serie TV, 8 episodi (2016-2017)
- Little Big Dream - Khwam fan an sungsut - film TV (2016)
- Water Boyy: The Series - serie TV, 14 episodi (2017)
- SOTUS S: The Series - serie TV (2017)
- Kiss Me Again - Chup hai dai tha nai nae ching - serie TV, 14 episodi (2018)
- Our Skyy - Yak hen thong fah pen yang wan nan - miniserie TV, 1 episodio (2018)
- Wolf - Game la ter - serie TV (2019)
- Dark Blue Kiss - serie TV (2019)
- I'm Tee, Me Too - serie TV (2020)

## Programmi televisivi
- Five Live Fresh (2014, GMM 25)[1]
- Rod rong rian (2018, GMM 25)
- #TEAMGIRL - presentatore aggiuntivo (2018, GMM 25)